# Erich Siebert
Erich Siebert, né le 7 mai 1910 et mort en 1947, est un lutteur allemand spécialiste de la lutte libre.

## Carrière
Erich Siebert participe aux Jeux olympiques d'été de 1936 à Berlin et remporte la médaille de bronze dans la catégorie des poids mi-lourds.